# Фенокопия
Фенокопии — изменения фенотипа под влиянием неблагоприятных факторов среды, по проявлению похожие на мутации. Эти изменения проявляются только при определенных факторах (физических, химических или биологических), если воздействие прекращается, то фенотип возвращается к своему нормальному состоянию. Фенокопии сохраняются в течение всей жизни только тогда, когда преобразующий внешний фактор действует в период эмбрионального развития. Но и в таком случае изменённый признак не передаётся по наследству. 
В медицине фенокопии — ненаследственные болезни, сходные с наследственными. Распространенная причина фенокопий у млекопитающих — действие на беременных тератогенов различной природы, нарушающих эмбриональное развитие плода (генотип его при этом не затрагивается).
При фенокопиях изменённый под действием внешних факторов признак копирует признаки другого генотипа (например, у человека приём алкоголя во время беременности приводит к комплексу нарушений, которые до некоторой степени могут копировать симптомы Синдрома Дауна).